# Cerknica
 Ovo je glavno značenje pojma Cerknica. Za obližnje jezero pogledajte Cerknica (jezero).
Cerknica (njemački:Zirknitz, talijanski: Circonio) je grad i središte istoimene općine u središnjoj Sloveniji jugozapadno od Ljubljane. Grad pripada pokrajini Notranjskoj i statističkoj regiji Notranjsko-kraškoj. 

## Stanovištvo
Prema popisu stanovništva iz 2002. godine Cerknica je imala 3.523 stanovnika.

### Etnički sastav
- 1991. godina
- Slovenci: 3042 (88,3%)
- Hrvati: 122 (3,5%)
- Muslimani: 57 (1,7%)
- Srbi: 54 (1,6%)
- Jugoslaveni: 10
- Makedonci: 6
- Albanci: 5
- Crnogorci: 1
- ostali: 4
- nepozano: 61 (1,8%)
- neopredijeljeni: 66 (1,9%)
- regionalno opredijeljeni: 17

## Vanjske poveznice
- Službena stranica općine
- Satelitska snimka grada  Arhivirana inačica izvorne stranice od 29. srpnja 2017. (Wayback Machine)